# Йозеф Віктор фон Шеффель
Йозеф Віктор фон Шеффель (нім. Joseph Victor von Scheffel 16 лютого 1826, Карлсруе — 9 квітня 1886, Карлсруе) — німецький поет та романіст.

## Біографія
Народився в Карлсруе, у родині відставного майора армії Бадена. Батько був за професією інженером-будівельником і був членом комісії з регулювання ходу плавзасобів на Рейні. Мати, уроджена Жозефіна Кредерер, дочка процвітаючого торговця з Оберндорф на Неккарі, була жінка з романтичним характером і великою інтелектуальною силою.
Й. Шеффель здобув освіту в ліцеї Карлсруе, а потім (1843—1847) в університетах Мюнхена, Гайдельберга і Берліна. Після здачі державного іспиту при вступі до судових органів, він закінчив докторантуру юридичних наук і протягом чотирьох років (1848—1852) стажувався в Зекінгене. Тут він написав свою поему «Сурмач з Зекінгена, пісня Верхнього Рейну» (Der Trompeter von Säckingen) (1853), романтичні і гумористичні казки, які відразу ж набули надзвичайної популярності. Поема була перевидана більше 250 разів і стала основою однойменної опери Віктора Ернста Несслера в 1884 році. Потім, Й. Шеффель відправився у подорож по Італії.
Повернувшись додому в 1853 році він виявив, що його батьки більше, ніж будь-коли стурбовані тим, що він повинен продовжувати свою юридичну кар'єру. Але в 1854 році, через дефект зору був змушений залишити державну службу та оселився в Гайдельберзі, навмисно готуючи себе до співпраці з викладацьким складом університету. Його дослідження, однак, були перервані хворобою очей, і в пошуках одужання, він відправився до Швейцарії, де оселився на Боденському озері. Там він розробив план свого відомого історичного роману «Еккехард» (Ekkehard), виданий у Франкфурті-на-Майні в 1857 році. Перші ідеї для цієї роботи він отримав від Monumenta Germaniae Historica Роман став не менш популярний, ніж «Трубач Зекінген».
У 1901 році він був перевиданий 179-й разів. Й. Шеффель повернувся в Хайдельберг, і опублікував «Гаудеамус» (Gaudeamus, 1867), «Пісні часів Генріха фон Офтердінген» (Lieder aus Heinrich von Ofterdingens Zeit, 1868), колекцію веселих і гумористичних пісень, сюжети яких частково були взяті з німецьких легенд і частково з історичних сюжетів. У цих піснях автор показує себе безтурботним студентом, другом вина і пісні. Їх успіх є безпрецедентним у німецькій літературі, і спричинив появу численних наслідувачів.
Протягом двох років (1857—1859) Й. Шеффель був хранителем бібліотеки князя Егона фон Фюрстенберга в Донауешінгене, але відмовився від свого призначення в 1850 році. Відвідав Йозефа фон Лассберга, в Мерсбурзі на Боденському озері, пробув деякий час з великим герцогом Карлом Александром Саксен-Веймар у Вартбурге в Тюрінгії, а потім, оселившись у Карлсруе, одружився в 1864 році на Кароліні фон Мальцев.
У 1872 році, оселився у своєму маєтку Зеехалде біля Радольфцелль на нижньому Боденському озері. З нагоди його ювілею (1876), який відзначався по всій Німеччині, великим герцогом Бадена йому був подарований титул спадкового дворянина. Помер у Карлсруе 9 квітня 1886 року. Похований на Головному цвинтарі в Карлсруе.

## Творча спадщина

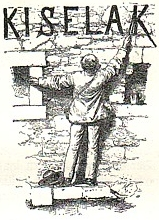
Ілюстрація до поеми Йозефа фон Шеффеля «Ausgewählte Werke Zweiter Band» про Й. Кіселаке

- Der Trompeter von Säckingen (1853) (іноді також: … Säkkingen)
- Ekkehard (1855) — роман присвячений Еккерхарду[en]
- Пісня франків[de] (1859) — стала неофіційним гімном Франконії, музика Валентина Беккера
- Hugideo. Eine alte Geschichte
- Juniperus. Geschichte eines Kreuzfahrers
- Am Anfang (або: Der Rennsteig) (1863)
- Reisebilder, postum herausgegeben von Johannes Proelß[de]
- Episteln
- Der Heini von Steier (1883).
- Waldeinsamkeit
- Bergpsalmen
- Frau Aventiure. Lieder aus Heinrich von Ofterdingens Zeit
- Gaudeamus. Lieder aus dem Engeren und Weiteren
- Das Lied «Altheidelberg, Du feine» so
- Werke 4 Bände, Nachdruck der Ausgabe von 1919 (Herausgeber Friedrich Panzer[de]), Hildesheim, Olms 2004 ISBN 3-487-12067-4
- Крім того Reisebilder (1887); Epistein (1892); а також Briefe (1898) були опубліковані посмертно
- У 1907 році було видано Повне зібрання творів у шести томах (1907)

На честь героїні роману Шеффеля «Еккерхард» Святої Пракседи названий астероїд (547) Пракседіда, що відкритий 14 жовтня 1904 року німецьким астрономом Паулем Гёцем в Обсерваторії Хайдельберг-Кенігштуль.

## Пам'ятники

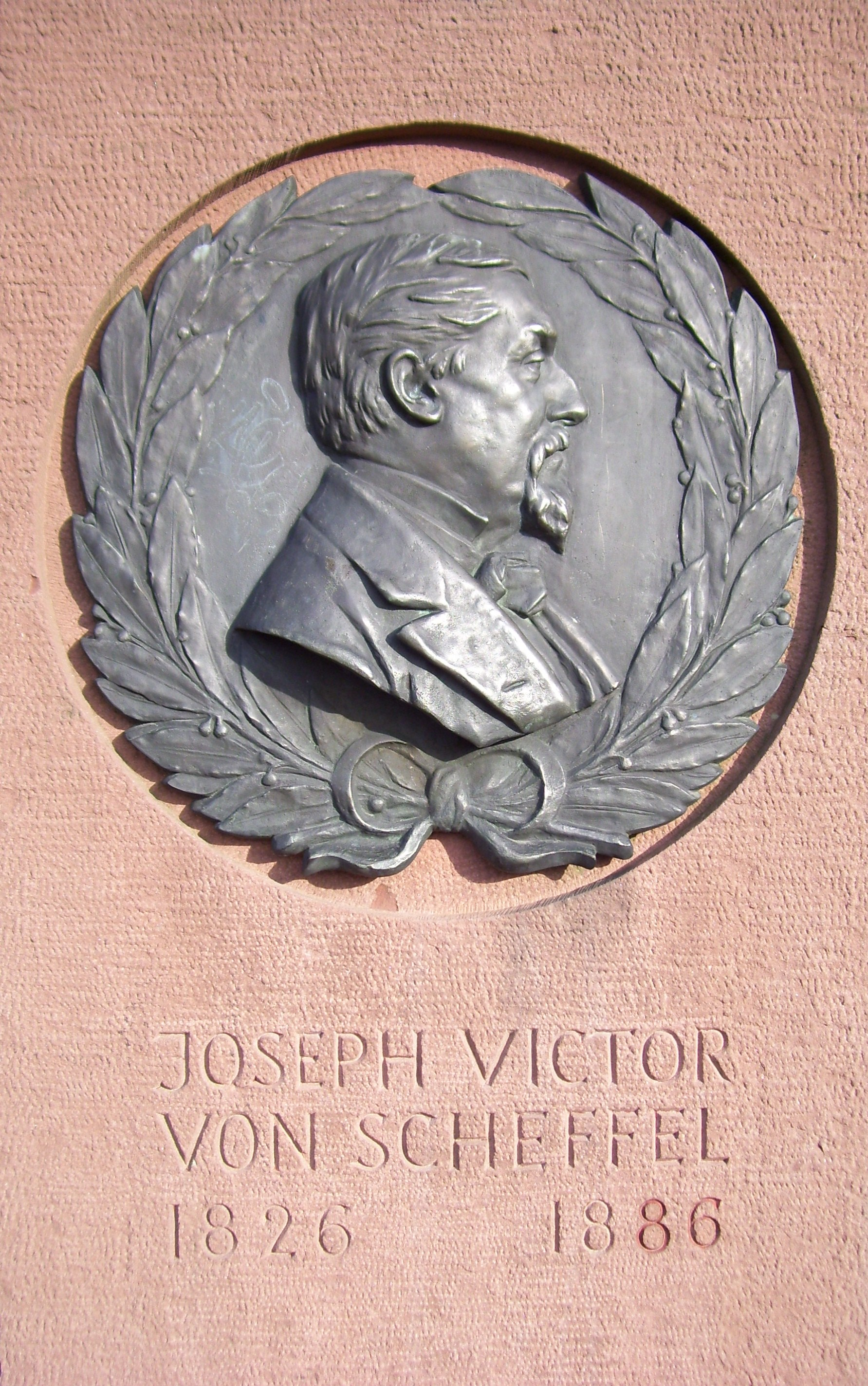
Меморіальна дошка в саду замку в Гайдельберзі на терасі Шеффеля
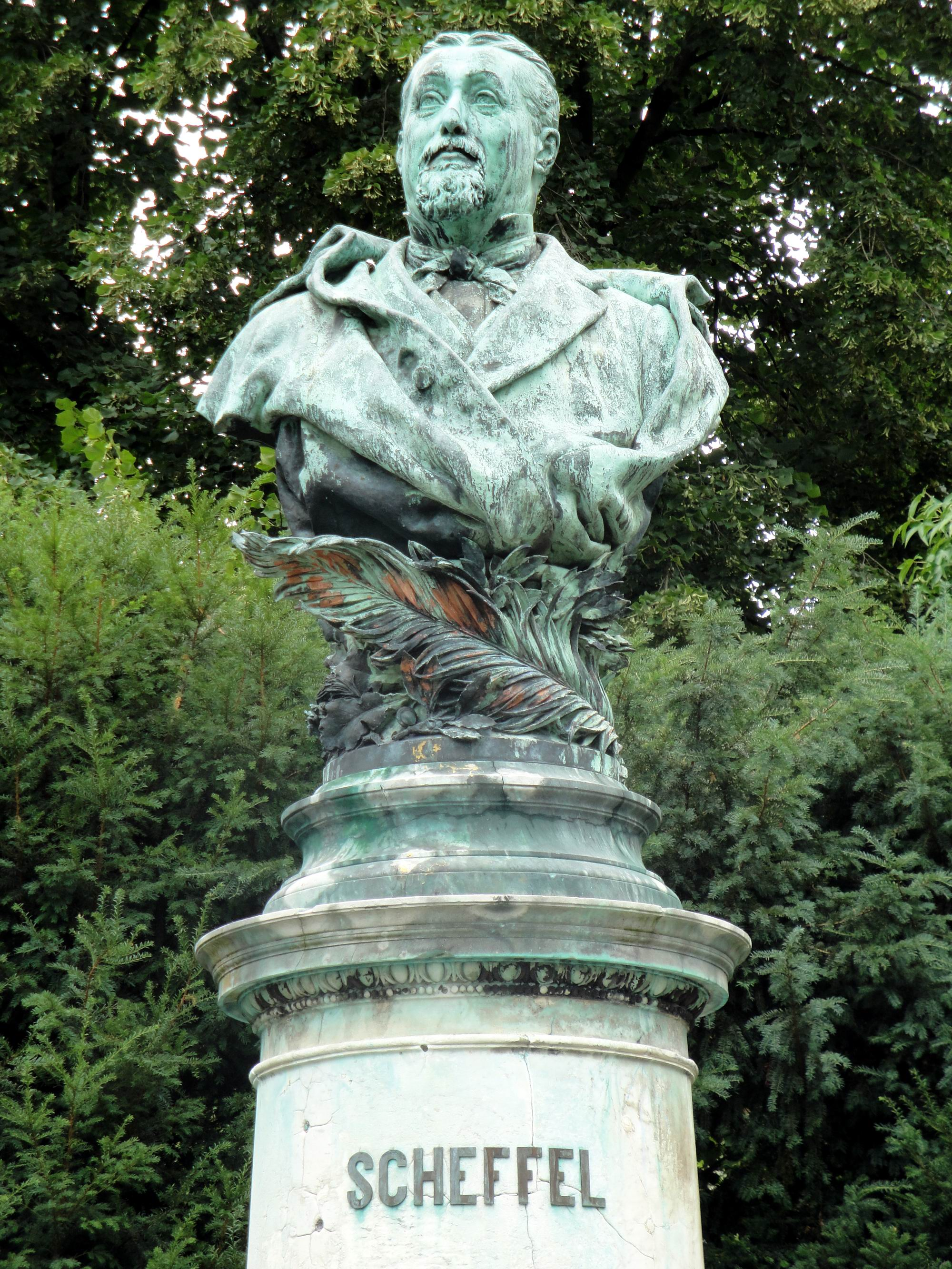
Бюст на площі Шеффеля в Карлсруе.
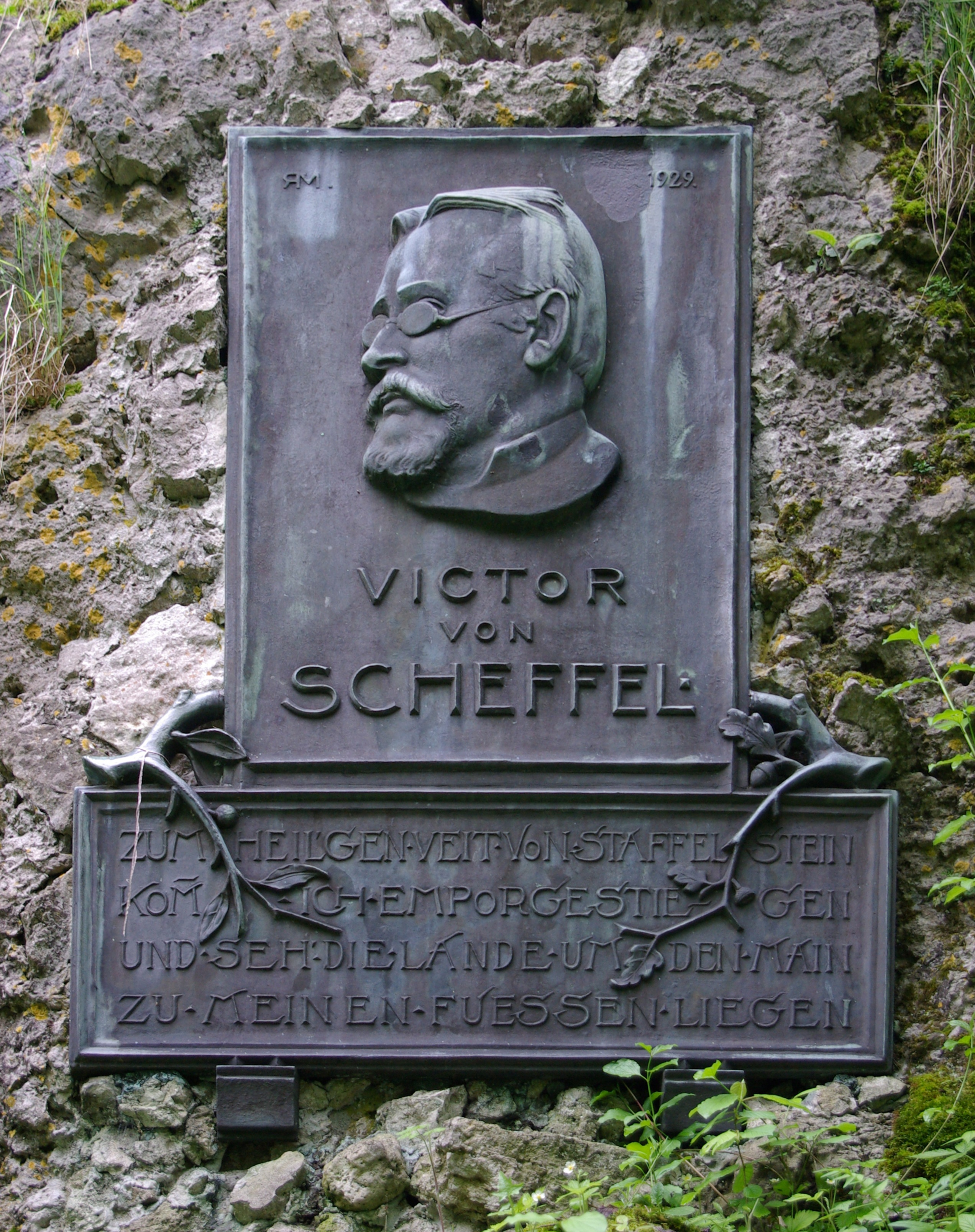
Четвертий вірш Пісні Франков[de] на пам'ятнику її автору на схилах гори Штаффельберг[de]
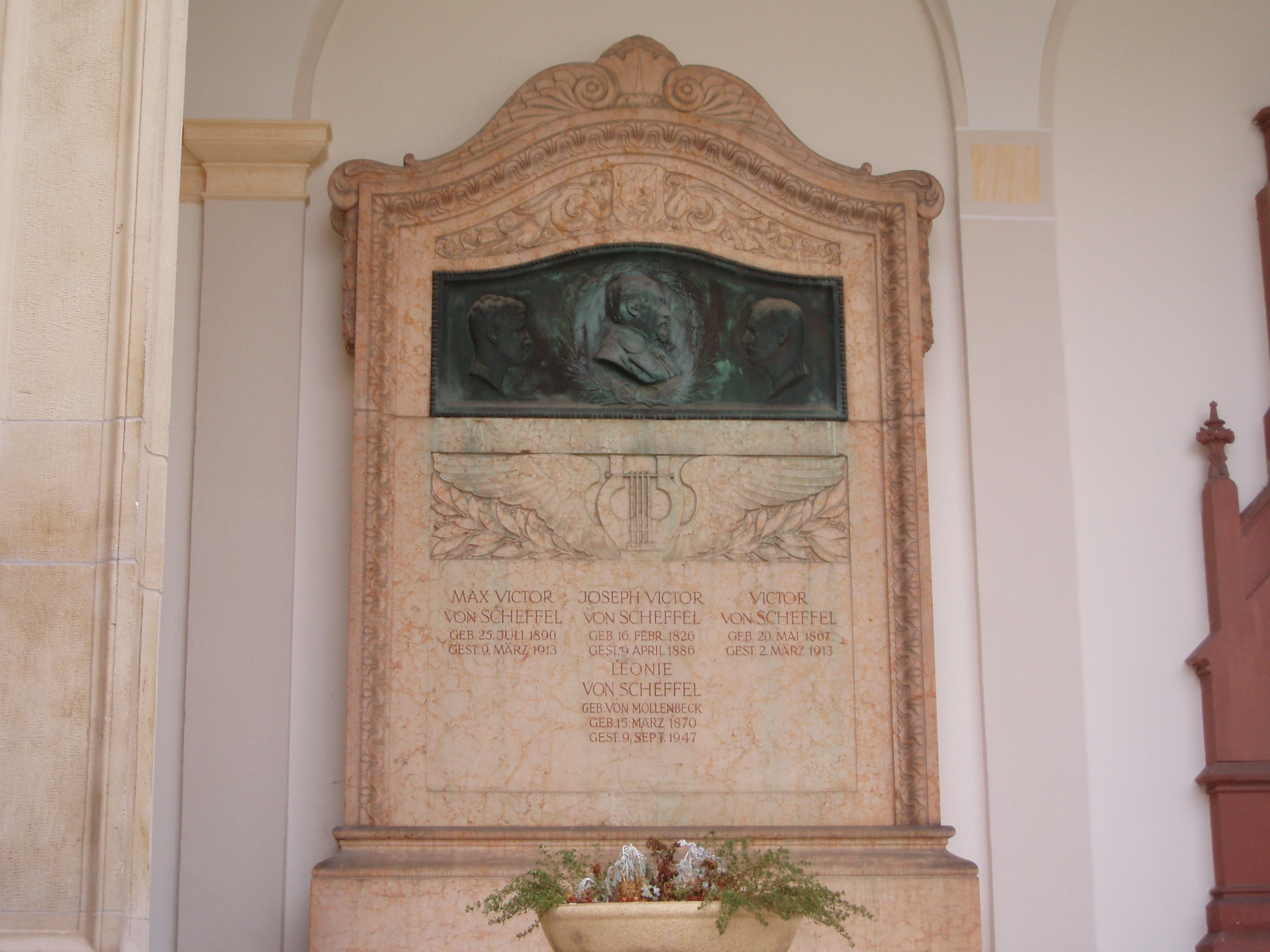
Пам'ятний камінь на Головному цвинтарі в Карлсруе